# M1869 Vetterli
A puskát a svájci származású Friedrich Vetterli tervezte. A svájci hadsereg ismétlőfegyvernek használta, kiegészítve a cső alatti csőtárral. Az olasz hadsereg M1870 jelzéssel egylövetű puskaként alkalmazta. Több, mint 80 000 darabot adtak el belőle. Olaszországban a Beretta, Svájcban a SIG és az Eidgenössische Waffenfabrik cégek gyártották.